# US Bitam
Union Sportive Bitam w skrócie US Bitam – gaboński klub piłkarski grający w pierwszej lidze gabońskiej, mający siedzibę w mieście Bitam.

## Sukcesy
- I liga[1]
  - mistrzostwo (3): 2003, 2010, 2013.

- Puchar Gabonu[2]:
  - zwycięstwo (3): 1999, 2003, 2010.
  - finał (1): 2013.

## Występy w afrykańskich pucharach
| Sezon | Rozgrywki                 | Runda    | Kraj                              | Klub                  | Dom  | Wyjazd | Dwumecz      |
| ----- | ------------------------- | -------- | --------------------------------- | --------------------- | ---- | ------ | ------------ |
| 2000  | Puchar Zdobywców Pucharów | 1        | Rwanda                            | Rayon Sports FC       | 2–1  | 0–2    | 2–3          |
| 2004  | Liga Mistrzów             | 1        | Kongo                             | Saint Michel d’Ouenzé | 2–0  | 0–2    | 2–2 (k. 2–4) |
| 2011  | Liga Mistrzów             | wstępna  | Kamerun                           | Les Astres FC         | 0–0  | 0–0    | 0–0 (k. 5–3) |
| 2011  | Liga Mistrzów             | 1        | Nigeria                           | Enyimba FC            | 0–0  | 1–2    | 1–2          |
| 2013  | Puchar Konfederacji       | wstępna  | Wyspy Świętego Tomasza i Książęca | CD de Guadalupe       | 12–1 | 5–0    | 17–1         |
| 2013  | Puchar Konfederacji       | 1        | Nigeria                           | Heartland FC          | –    | 1–2    | 4–2          |
| 2013  | Puchar Konfederacji       | 2        | Algieria                          | USM Algier            | 3–0  | 0–0    | 3–0          |
| 2013  | Puchar Konfederacji       | play-off | Algieria                          | ES Sétif              | 2–1  | 0–2    | 2–3          |
| 2014  | Liga Mistrzów             | 1        | Kenia                             | Gor Mahia             | 1–0  | 0–1    | 1–1 (k. 1–3) |

## Stadion
Domowe mecze klub rozgrywa na stadionie o nazwie Stade Gaston Peyrille w Bitam, który może pomieścić 2115 widzów.